# Sh2-205
Sh2-205 è una nebulosa diffusa, visibile al confine fra le costellazioni di Perseo e della Giraffa.
Nelle foto a lunga esposizione appare come una tenue nebulosa allungata in senso nord-sud, su un campo stellare oscurato in più punti per la presenza di un sistema di gas e polveri non illuminate; si trova sul bordo sudorientale di una regione fortemente oscurata della Via Lattea, ben evidente anche ad occhio nudo come un'interruzione della scia luminosa che da Cassiopea prosegue verso l'Auriga.
La nube possiede una forma irregolare e piuttosto allungata, con delle parti più luminose nel settore settentrionale, dove è presente un addensamento luminoso maggiore, e all'estremità meridionale, in corrispondenza di una regione ricca di stelle bianche e azzurre; qui si trova la stella ritenuta la principale responsabile della sua illuminazione, HD 24431, una gigante blu di classe spettrale O9III e una magnitudine pari a 6,91. Sul bordo orientale della nebulosa si osserva anche la nube Sh2-206, che però appartiene al Braccio di Perseo, mentre Sh2-205, avendo una distanza di poco inferiore a 3000 anni luce, si troverebbe sul bordo esterno del Braccio di Orione e appare in relazione all'associazione OB Cam OB1.